# Paime
Paime – miasto w Kolumbii, w departamencie Cundinamarca.